# Henri Lemoine

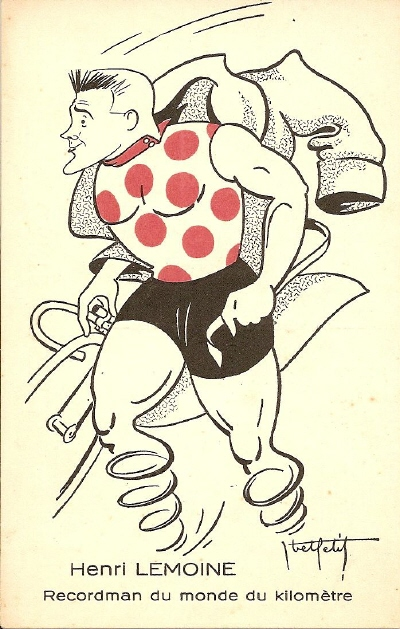
Caricatura d'Henri Lemoine

Henri Lemoine   (Massy, 17 de juny de 1909 - Malakoff, 21 de setembre de 1991) va ser un ciclista francès que va ser professional entre 1930 i 1957. Va destacar en el ciclisme en pista. Els seus principals foren tres medalles de bronze als Campionat del món de mig fons, i diferents campionats nacionals de l'especialitat. Quan era amateur va participar en els Jocs Olímpics de 1928.

## Palmarès
- 1932
  - 1r al Premi Dupré-Lapize (amb Paul Broccardo)
- 1933
  - 1r al Premi Dupré-Lapize (amb Octave Dayen)
- 1934
  - 1r al Premi Dupré-Lapize (amb Octave Dayen)
- 1938
  -  Campió de França de mig fons
- 1942
  -  Campió de França de mig fons
- 1945
  -  Campió de França de mig fons
- 1951
  -  Campió de França de mig fons
- 1952
  -  Campió de França de mig fons
- 1953
  -  Campió de França de mig fons